# 阿克-卡亞山
45°5′53″N 34°38′0″E / 45.09806°N 34.63333°E

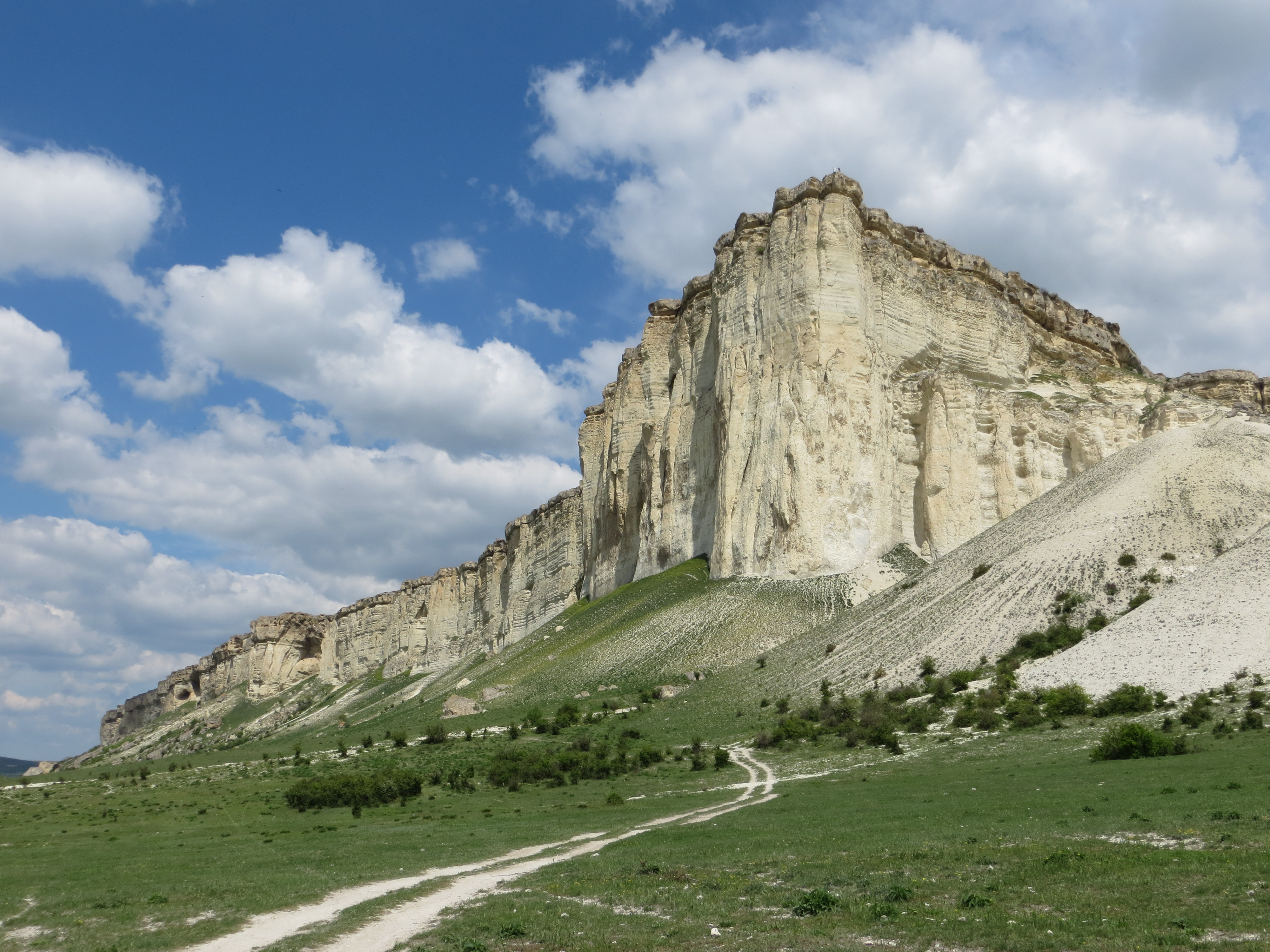

阿克-卡亞山是烏克蘭的山峰，位於克里米亞共和國，處於白山市附近，屬於克里米亞山脈的一部分，海拔高度325米，山體由石灰岩和砂岩形成。